# خوسيه داميان
خوسيه داميان (بالإسبانية: José Damián)‏ هو لاعب كرة قدم مكسيكي في مركز الوسط، ولد في 2 سبتمبر 1992 في غوادالاخارا في المكسيك. لعب مع نادي جامعة غوادالاخارا.